# 2024년 대한민국 비상계엄
2024년 대한민국 비상계엄(二千二十四年大韓民國非常戒嚴) 또는 12·3 내란(十二·三內亂)은 2024년 12월 3일 오후 10시 27분(KST), 대한민국의 제20대 대통령 윤석열이 긴급 대국민 특별 담화를 통해 선포한 위헌적이고 위법한 비상계엄이다.

헌법 및 계엄법이 정한 실체적ㆍ절차적 요건을 충족하지 못한 이 사건 계엄을 선포하였으므로, 헌법 제5조 제2항, 제7조 제2항, 제74조, 제77조 제1항, 제4항, 제82조, 제89조 제5호, 계엄법 제2조 제2항, 제5항, 제6항 위반

주요 인사 체포 시도하여 헌법 제1조, 제5조 제2항, 제7조, 제8조, 제41조 제1항, 제49조, 제66조, 제74조, 제77조 제5항 등을 위반
계엄사령관을 통하여 이 사건 포고령을 발령함으로써 헌법 제5조 제2항, 제7조 제2항, 제8조, 제14조, 제15조, 제21조, 제33조, 제41조, 제44조, 제49조, 제74조 등을 위반
중앙선거관리위원회 등에 대한 압수ㆍ수색하고 출근하는 직원들에 대한 체포 및 구금계획을 세워 헌법 제77조 제3항, 계엄법 제9조 제1항, 영장주의, 선관위의 독립성 등을 위반 또는 침해
법조인 체포 지시 헌법 제12조 제3항, 제101조, 제105조, 제106조, 권력분립원칙, 법치주의원칙 등을 위반

윤석열 대통령은 이 연설에서 '종북 반국가 세력을 일거에 척결하고 자유 헌정질서를 지키기 위함'이라는 명분으로 비상계엄을 선포한다고 알렸다. 국회와 지방의회의 활동을 포함해 모든 정치 활동이 금지되었으며 언론의 자유도 정지한다는 내용이 비상계엄 포고령에 포함되어 있었다.
비상계엄 포고령이 반포되기 전 선거관리위원회에 계엄군이 투입되었으며, 한국예술종합학교 등의 공공기관이 폐쇄되었다. 계엄령이 반포된 직후 모든 정당이 계엄령에 대해 반대를 표했으며, 12월 4일 새벽 1시경, 국회에 있던 의원들은 계엄군이 본회의장에 진입하기 전에 출석 의원 215명 중 투표한 190명 만장일치로 계엄령 해제 요구 결의안을 통과시켰다. 이후 윤석열은 12월 4일 오전 4시 30분에 열린 국무회의에서 계엄령을 해제하고 계엄사령부를 해체했다.
계엄이 해제된 후 더불어민주당 고발과 법원이 발부한 영장으로 내란죄에 대해 강제 수사가 이루어졌으며 윤석열 대통령은 각계에서 "퇴진하라"는 압력을 받았다. 계엄이 해제된 당일인 4일 야당 의원 190명이 탄핵안을 발의했으나 12월 7일 표결이 시작되기  국민의힘 당론으로 국회의원이 모두 빠져나가면서 탄핵안이 무산되었으나 야당이 12일 다시 발의한 탄핵안이 12월 14일 통과되었다. 
탄핵소추에 직무가 정지되었을 때 현직 대통령 최초로 윤석열 대통령에 대해 체포영장이 발부되어 구속되었으나 구속 기간이 지나 공소 제기가 이루어지면서 법원이 구속 취소하여 석방되어 불구속 상태에서 비상계엄에 대한 재판이 진행 중인 가운데 2025년 4월 4일 오전 11시 22분(KST), 헌법재판소는 재판관 8인 전원의 일치된 의견으로 파면 결정을 했다.
윤석열은 계엄을 일으킨 원인으로 선포할 당시에는 국회의 여러 차례 탄핵 시도와 예산안 삭감을 이유로 들었지만, 이후에는 선거관리위원회가 침투당해 국회의원 선거에서 부정 선거가 일어났다는 음모론을 이유로 들었다.
박성재 법무부 장관이 국회에서 대기하다 측근에게 "계엄이 어떻게 내란이 되느냐"고 말하자 A과장은 그 얘기를 듣자 "계엄 선포에 의한 친위 쿠데타는 내란이 맞다는 것이 확립된 법원의 판례입니다"라고 반박했지만 대한민국에서 계엄에 대해 사법 심사를 한 것은 1980년 5ㆍ17 뿐인데 그 사건은 1995년에 1979년 12월 12일부터 1980년 5월 18일 기간엥있었던 일을 '헌정질서파괴범죄'라고 정한 광주민주화운동에 관한 법률에 의하여 판결이 이뤄진 것이라 합법적인 대통령에 의한 2024년 대한민국 비상계엄과는 성격이 다르다.

## 배경
2022년 대한민국 대통령 선거 이후 대통령으로 당선된 윤석열은 많은 비판을 받아왔으며, 정부 지지율이 최저 17%까지 하락하는 등 부정적 평가를 받았다. 일례로 오마이뉴스가 실시한 2024년 11월 4일자 여론조사에 따르면, 전체 응답자 중 58%가 윤 대통령의 하야 또는 탄핵을 선호한다고 응답했다.
윤석열 정부는 출범 이래 제1야당인 더불어민주당이 과반의석을 차지한 국회와의 갈등으로 정책 추진에 어려움을 겪었다. 2024년 치러진 제22대 국회의원 선거에서 더불어민주당을 비롯한 범야권은 압도적인 원내 다수당 지위를 유지하되, 대통령 탄핵소추안 통과 의석수(300석 중 200석)는 확보하지 못했다. 선거 이후에도 윤석열 대통령은 야당과의 갈등 속에 대통령 연설이라는 그간의 관례를 깨고 9월 국회 개원식 불참을 강행했다. 이후 더불어민주당 등 야당이 적극 추진한, 영부인 김건희와 주요 정부요인이 연루된 비리의혹 수사에 관한 특별검사 임명 법안에 11월 27일까지 세 차례 거부권을 행사하였다. 이어지는 갈등 속에서 12월 2일 더불어민주당과 야당은 김건희 여사와 관련 의혹 2건에 관여한 최재해 감사원장과 검사 3인에 대한 탄핵안과 정부 예산안 감액을 추진하였다.
2024년 9월부터 군 장성들이 윤석열과 같은 충암고등학교 출신으로 교체되자, 더불어민주당을 비롯한 야당에서는 대통령이 계엄령을 시행할 것이라는 의혹을 제기했다. 이에 대해 대통령실은 '나치식 선동'이라고 반박했으며 국방부와 국민의힘 등은 이를 '정치 선동'이라고 반박했다.

## 전개

### 계엄령 선포 전
오후 5시, 제707특수임무단과 제13특수임무여단을 포함한 육군특수전사령부 산하 특수부대는 "북한 관련 상황이 심각하다"며 실제 작전 투입을 위한 '격리지역활동'에 돌입하라는 명령을 받았다. 제707특수임무단은 헬기로 실제 작전을 수행할 준비를 하라는 메시지를 받았고, 배치는 국방부 장관의 명령에 따를 것이라고 밝혔다. 익명을 요구한 군 관계자는 당시 북한군의 동향은 없었으며, 특수부대는 이에 대응하도록 훈련을 받고 있다고 전했다.
오후 6시 20분경, 조지호 경찰청장이 대통령실로부터 "대기하라"는 지시를 받았다고 보도되었다. 이후 12월 5일 국회 행정안전위원회 질의에서 조 청장은 계엄령 발표 전까지 계엄령에 대해 전혀 몰랐다고 주장했다. 오후 9시 50분경, 방송사들에는 "긴급 정부 발표가 있으니 중계 연결을 바란다'라는 메시지가 왔다. 하지만 대통령실을 취재하는 기자들은 이런 방송이 주로 이루어지는 브리핑룸에 들어가는 것이 금지되었다.
오후 10시 즈음 윤석열 대통령은 계엄령 사전 국무회의를 모집하였다. 당시 모두가 참석한 것은 아니며, 일부 장관들은 참석에 대하여 명확한 입장을 밝히고 있지 않다. 또한 이들이 계엄령 선포에 대하여 반대 의사를 피력했는지 제대로 확인되고 있지 못하다. 유상임 과학기술정보통신부 장관은 회의 초대도 받지 못했다고 한다.
- 한덕수 국무총리
- 최상목 기재부장관
- 이상민 행정안전부장관
- 김용현 국방부장관
- 송미령 농림축산식품부장관
- 조규홍 보건복지부장관
- 박성재 법무부장관
- 김영호 통일부장관
- 오영주 중소벤처기업부장관
- 조태열 외교부장관

### 계엄령 선포
2024년 12월 3일 윤석열은 대통령 담화를 통해 계엄령을 선포했다. 계엄령의 근거로는 “우리 국회는 범죄자 집단의 소굴이 됐고, 입법독재를 통해 국가의 사법 행정시스템을 마비시키고 자유민주주의 체제 전복을 기도하고 있다”고 언급했다. 계엄령 선포에 따라 계엄사령부가 구성되었고 육군참모총장인 육군 대장 박안수가 계엄사령관으로 임명되었다. 이후 언론 통제와 검열 기능을 맡는 보도처를 설치할 것을 계획했다.
코리아타임스의 보도에 따르면 한덕수 국무총리가 선언에서 제외되었으며, 이러한 움직임은 윤석열과 국방부 장관 김용현 간의 직접적인 의사소통에 따라 이루어진 것으로 보인다고 보도했다. 두 사람 모두 김용현이 충암고등학교에서 윤 대통령의 상급생이었기 때문에 "충암파"로 불렸다. 이후 국방부는 김용현이 12월 3일 내각 회의에서 윤 대통령에게 선언을 제안했다고 확인했다. 계엄령이 공식 발표되기 직전에 열린 이 회의에서 19명의 위원 대부분은 이 결정에 "강력히 반대"했지만 윤석열은 이를 무시했다.
계엄사령부는 국회의사당 출입문을 폐쇄했으며, 다음과 같은 내용의 계엄사 포고령 1호를 발동시켰다.

#### 포고령 반포
박안수는 계엄사령관으로서 다음과 같은 계엄포고령을 반포했다.
자유대한민국 내부에 암약하고 있는 반국가세력의 대한민국 체제전복 위협으로부터 자유민주주의를 수호하고, 국민의 안전을 지키기 위해 2024년 12월 3일 23:00부로 대한민국 전역에 다음 사항을 포고합니다.
1. 국회와 지방의회, 정당의 활동과 정치적 결사, 집회, 시위 등 일체의 정치활동을 금한다.
2. 자유민주주의 체제를 부정하거나, 전복을 기도하는 일체의 행위를 금하고, 가짜뉴스, 여론조작, 허위선동을 금한다.
3. 모든 언론과 출판은 계엄사의 통제를 받는다.
4. 사회혼란을 조장하는 파업, 태업, 집회행위를 금한다.
5. 전공의를 비롯하여 파업 중이거나 의료현장을 이탈한 모든 의료인은 48시간 내 본업에 복귀하여 충실히 근무하고 위반시는 계엄법에 의해 처단한다.
6. 반국가세력 등 체제전복세력을 제외한 선량한 일반 국민들은 일상생활에 불편을 최소화할 수 있도록 조치한다.

※ 이상의 포고령 위반자에 대해서는 대한민국 계엄법 제9조(계엄사령관 특별조치권)에 의하여 영장 없이 체포, 구금, 압수수색을 할 수 있으며, 계엄법 제14조(벌칙)에 의하여 처단한다.
— 2024년 12월 3일 화요일 계엄사령관 육군대장 박안수

12월 3일 오후 11시 경 모든 현역 장병의 전역이 연기되었음이 포고되었다.
12월 4일 오전 12시 7분경 계엄군이 국회에 진입하였고, 국회 상공에는 헬기가 출현하였다. 오전 12시 34분경에 계엄군의 공수부대가 창문을 통하여 국회본관에 진입하였다. 이에 보좌진 등은 입구 유리문에 바리케이트를 세우고 군의 진입을 막고, 소화기를 분사하며 대응하였다. 계엄군의 소속은 곽종근 중장이 사령관인 육군특수전사령부의 707특수임무단과 제1공수특전여단, 이진우 중장의 수도방위사령부 소속 특수임무대 등이었다.

### 중앙선거관리위원회

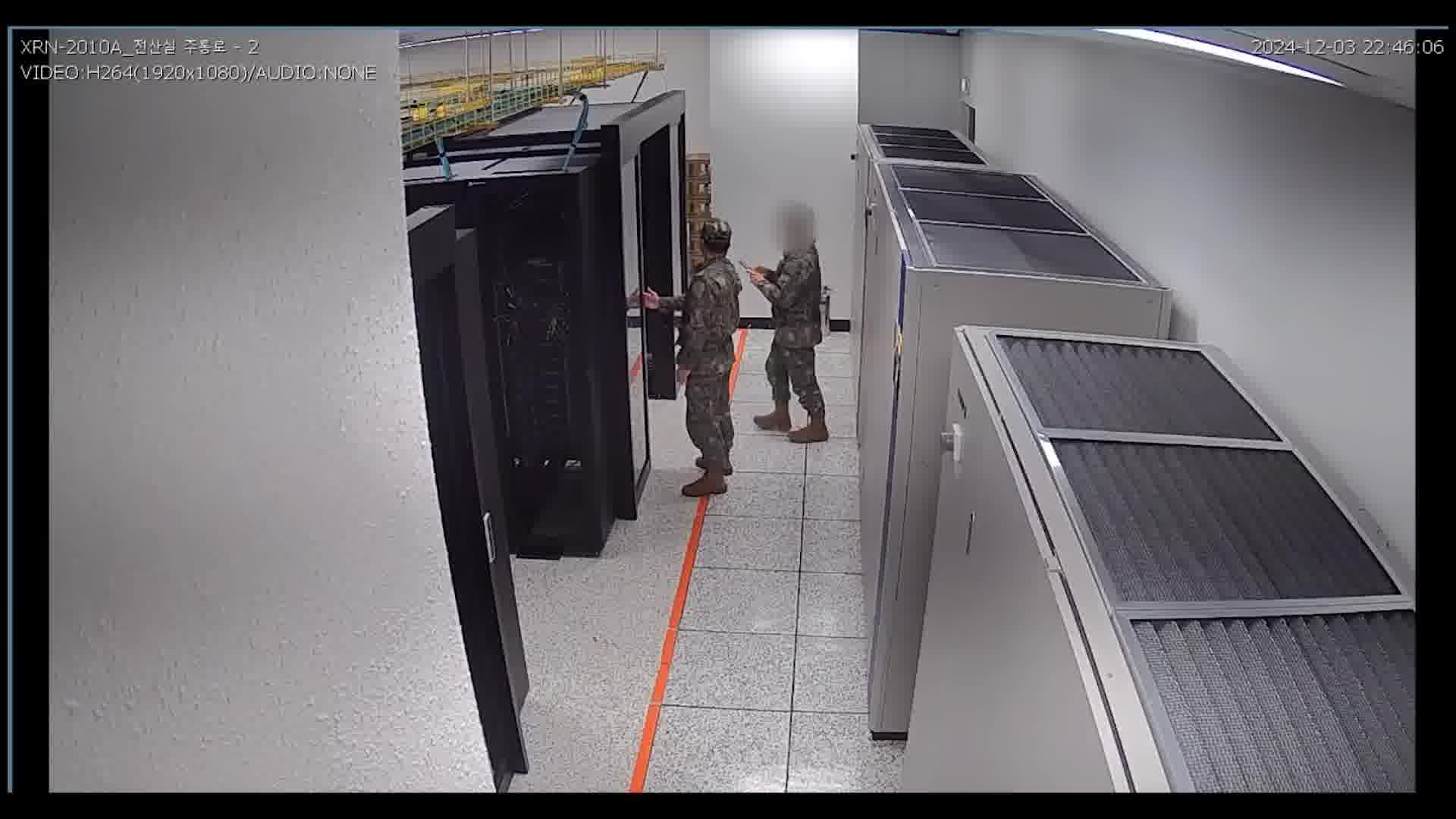
중앙선거관리위원회 서버를 촬영하는 계엄군

계엄령이 발령된 후 방첩사령부 소속의 요원들이 중앙선거관리위원회에 침입해 당직자들의 휴대폰을 압수했다. 방첩사령부 산하 정보보호단 소속 요원들이 중앙선거관리위원회 본청 2층에 위치한 서버실에 진입했으며, 정보사령부 소속 군인들이 서버를 촬영했다. 이때 특수전사령부 병력과 경기남부경찰청 소속 경찰관들이 건물 주변 경계를 맡았다. 여인형 방첩사령관은 중앙선거관리위원회 본청 장악과 관련하여 조지호 경찰청장에게 전화를 걸었고, 이후 조 청장은 K1A 기관단총으로 무장한 경찰 기동대 지원을 제공했다. 정성우 방첩사 1처장은 12월 10일 국방위원회에서 여인형 전 방첩사령부 사령관이 중앙선거관리위원회의 서버를 들고 나오라는 명령을 했지만, 법무관들이 위법으로 판단해 거부했다고 증언했다.
김용현 국방부 장관은 SBS 기자와의 문자 대화에서 일부 우파 유튜버들이 제기한 부정 선거 의혹에 대해 수사하려는 목적이였다고 밝혔다.이후 윤석열 대통령은 12월 12일 대국민 담화에서 선관위 시스템은 해킹으로 얼마든지 데이터조작이 가능했고 방화벽도 사실상 없는것이나 마찬가지였다”며 “그래서 국방장관에게 선관위 전산시스템을 점검하도록 지시한것”이라며 부정선거 음모론을 원인으로 제시했다.

### 국회 개회 및 계엄 해제

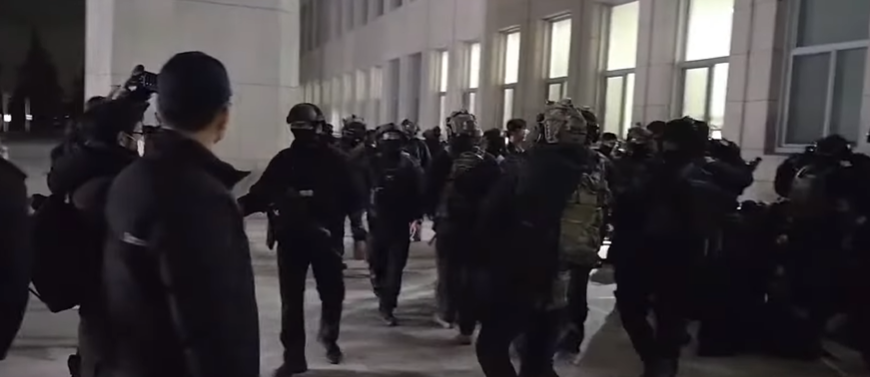
국회에 진입한 계엄군

계엄 선포 직후 국회의장 우원식은 국회를 긴급소집했다. 더불어민주당은 의원들을 긴급 소집했으며 더불어민주당의 당 대표인 이재명은 "위헌적이고 반국민적인 계엄선포"라며 “국민 여러분께서 이 나라를 지켜주셔야 한다. 국회로 와달라”고 말했다. 국민의힘 대표인 한동훈은 "대통령의 비상계엄 선포는 잘못된 것"이라며 "국민과 함께 막겠다"고 밝혔다. 조국혁신당 대표인 조국은 계엄령은 반역 행위이며 "윤석열 대통령은 스스로 헌법을 유린한 범죄자"라고 밝혔다.

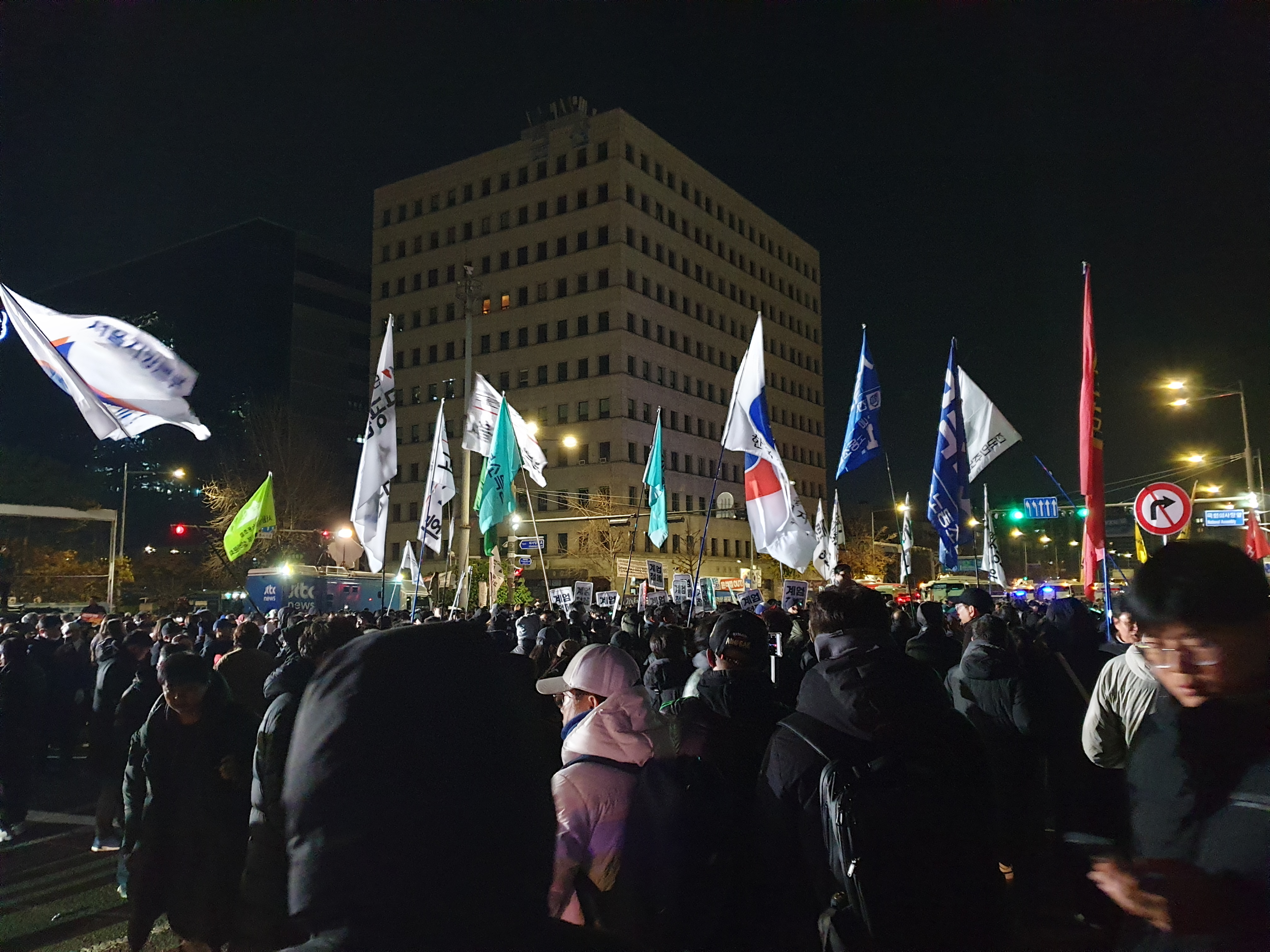
국회의사당 앞에서 계엄령에 반대하는 시위대의 모습

12월 3일 밤 대통령의 비상계엄 선포 긴급 담화 발표 직후 비상회의를 소집한 경찰청은 전국 경찰관서 지휘부에 근무지 복귀를 명령하고 각 경찰서장과 부서 과장, 지구대장, 파출소장 등 일선 지휘관들에게 '지휘선상 근무'를 지시했다.
서울경찰청 4일 오전 1시 관할 31개 경찰서에 '을호비상'을 발령했다.
국회 사무총장에 의하면 12월 3일 밤 10시 23분 비상계엄을 선포해 "서울특별시경찰청과 국회 경비대가 밤 10시 50분부터 국회 외곽문을 폐쇄하고 국회의원과 직원들의 출입을 막았다"고 했으나 11시경 국회의원과 국회 사무처 직원, 국회의원 보좌진, 국회 출입 기자만 신원을 확인한 뒤 1, 2번 게이트로 출입하게 했다.
이와 관련하여 더불어민주당 일부는 정문을 통해 신분을 확인하고 출입하였으나일부 의원은 3번과 4번 게이트 등이 폐쇄된 사실을 확인하고 경찰 바리케이드를 피해 11시경 이재명, 우원식은 담을 넘어 국회 건물에 들어갔다.
계엄 이후 몇몇 유튜버, 언론들은 국회에서 생중계를 했고, 국회의원들이 국회에 들어가는 모습이 포착되었고 계엄군이 본회의장으로 들어가는 것을 대비하여 보좌진 등은 책상, 의자 등을 본청의입구 쪽으로 옮기며 군인들이 들어오지 못하게 바리케이트를 쳤다.
오후 11시 50분에 UH-60 블랙 호크 헬기가 국회 경내에 접근하는 것이 목격되었고, 국회 내부의 의원들과 보좌관들은 군부의 탄압에 대비해 가구를 이용해 바리케이드를 쌓았다. 오후 11시 57분경, 제707특수임무단이 국회의사당 앞에 나타나 건물로 들어오는 군인들을 막으려던 보좌관들과 의원들과 충돌하기 시작했다.
3일 오후 11시 53분쯤 시민 10여 명이 국회 정문 옆 벽을 타고 국회 안쪽으로 넘어갔다. 이 중 5명은 경찰의 제지에 다시 돌아갔다. 11시 50분쯤엔 경찰차로 국회 정문 앞이 봉쇄됐고 시민들이 항의했다.
4일 0시 50분쯤 국회 3문 앞에는 육군특수전사령부(특전사) 소속 군인들이 배치됐다. 이들은 국회에 진입하려는 시민들을 막아섰고, 시민들이 항의하면서 몸싸움이 벌어졌고 본회의장으로 들어가려는 계엄군이 창문을 깨고 진입한 국회 본관 안에선 당직자와 방호 인력과 충돌이 빚어졌으나 소화기를 뿌리며 저항하는 국회 직원 등에 막혀 진입에 실패했다. 일부 군인들은 4층으로 올라가 본회의가 열리는 로텐더홀 진입을 시도했으나 직원들과 계속 실랑이를 하다 실패했다.
12월 4일 오전 12시 48분 경 국회가 개회되었으며, 새벽 1시경 비상계엄 해제 요구안이 재석 의원 190명에 찬성 190표로 가결되었다. 추경호 국민의힘 원내대표는 소속 국회의원들을 국민의힘 당사로 소집하여, 대부분의 국민의힘 의원들은 본회의장에 나타나지 않았다. 계엄령 해제에 투표한 사람 중에는 야당 의원 172명과 친한계 국민의힘 의원 18명이 포함되었다. 국회의장 우원식은 "국회의 의결에 따라 대통령은 즉시 비상계엄을 해제해야 한다" "이제 비상 계엄 선포는 무효"라고 밝혔다.
오전 4시 30분경, 윤석열 대통령은 국회의 해제 요구가 있어 이를 수용하여 계엄군을 철수시켰으나 국무회의의 의결정족수를 충족하지 못하여 계엄령은 해제하지 않았으며, 국가를 마비시키는 국회의 무도한 행위를 멈추라고 밝혔다. 약 15분 뒤 민주당 원내대표 박찬대는 "윤석열 대통령은 자리에서 즉시 하야하라"라고 주장했다. 국민의힘 한동훈 대표는 경제, 외교 피해 최소화하기 위해 대책을 논의할 것이라고 밝혔다. 추경호 국민의 힘 원내대표는 오전 8시에 비상 회의를 소집하기로 했다고 밝혔다. 조국혁신당 대표 조국은 "이번 비상계엄은 윤 대통령의 친위 세력이 일으킨, 실패한 쿠데타에 불과하다"며 "해가 뜨면 윤 대통령의 직무를 정지시키고, 내란죄와 군사반란죄를 지은 현행범으로 체포해야 한다"고 주장했다.
오전 4시 22분 합동참모본부가 투입 병력을 원소속 부대로 복귀시켰다고 밝혔다.
12월 5일, 익명의 특수부대원이 언론에 계엄령 선언을 뉴스를 통해서 알게 되었다고 말했다. 다른 대원들도 상황을 제대로 파악한 사람은 거의 없다고 말했다. "북한 관련 상황이 매우 심각하다" "당장 출동할 수 있으니 총기를 준비하라"는 지시가 하달되었다. 대부분은 국회로 가는 길에 목적지를 듣지 못했고, 도착한 후에야 구체적인 임무를 받았다.

### 계엄령 해제
윤석열은 오전 4시 27분 담화에서 국무회의 의결 정족수가 확보되는 대로 계엄령을 해제할 것이며, 국회에서 군인들을 철수했다고 밝혔다. 오전 4시 30분경 내각은 계엄령 해제 안건을 승인했다. 계엄사령부도 해체되었다. 군 당국은 계엄령이 시행되는 동안 북한에서 특이한 활동은 관찰하지 못했다고 밝혔다.
계엄령이 해제된 후, 더불어민주당은 국회에서 긴급회의를 열고 윤석열이 사임하지 않으면 탄핵 절차를 시작하겠다고 발표했다. 결의안에서 "윤 대통령의 계엄령 선언은 헌법에 대한 명백한 위반"이라고 밝히며 "심각한 반역 행위이며 탄핵의 완벽한 이유"라고 덧붙였다.

## 여파

### 대한민국 경제
계엄령 발표 이후 대한민국 원/미국 달러 환율은 40원이 급등하여 1,441원을 기록해 2년 1개월 만의 최고 수준을 기록했다. 대한민국 관련 ETF 또한 동반 하락했는데 iShares 사우스 코리아 ETF는 5% 하락했고, 프랭클린 FTSE 사우스 코리아 ETF 또한 4.4% 하락했으며 매튜스 코리아 액티브 ETF도 4.5% 하락했다. 한국은행은 비상계엄 선포에 따른 상황과 시장안정화 조치 등을 논의하기 위해 4일 오전 임시금융통화위원회를 개최하기로 했으며, 기획재정부 장관이자 경제부총리인 최상목은 긴급 회의를 주최했다.

### 정계
더불어민주당의 경우 12월 4일 윤석열을 내란죄로 기소한 뒤 탄핵안을 소추하겠다고 밝혔고, 조국혁신당, 개혁신당, 기본소득당, 진보당, 사회민주당은 이 날 탄핵 소추안을 제출했다. 국민의힘 한동훈 대표는 계엄령이 위헌이라고 주장한 뒤, 대통령실과 면담을 가지고 대통령의 탈당을 요구하였다. 그러나 국민의힘에서는 야6당의 탄핵 안건에 대해 반대를 당론으로 채택하였다. 더불어민주당은 12월 7일을 탄핵안 투표일로 결정했다.
한편 황교안, 부산시의원 박종철, 서울시의원 박중화, 전여옥, 민경욱 등도 계엄령에 대하여 찬성한다는 입장을 밝혔다. 일부 의원들과 옛 정치인들이 대통령 계엄을 지지하면서 뭇매를 맞기도 했다. 또한 계엄령 선포 당시 한동훈 및 친한파 국민의힘 의원 18명이 국회에 출석했던 것과 비교해 윤석열을 지지하는 국민의힘 친윤파 세력이 투표에 대거 불참하고, 계엄령 해제 후 추후 사태를 어떻게 해결할 지를 두고 친한파와 친윤파가 대립하면서 여당의 분열이 커지고 있다는 평가도 나왔다. 12월 5일에는 김재섭, 김상욱, 김예지, 김소희, 우재준 등 국민의힘 소속 5명의 초선의원이 윤 대통령 사과 및 임기단축 개헌 요구를 발표하였다.
이후 한동훈 대표는 12월 6일 긴급 최고위원회의를 열어 윤석열 대통령의 정치인 체포 지시가 확인되었다는 것을 이유로 사실상 탄핵에 찬성하는 입장으로 선회했고, 부산 사하구 의원 조경태는 국민의힘 의원 중 처음으로 탄핵에 공개적으로 찬성했으나, 표결 직전에 반대로 입장을 선회하였다. 이 외에도 안철수 국민의힘 의원도 탄핵 표결 전까지 퇴진하지 않으면 탄핵에 찬성할 것이라고 밝혔다.

### 사회 각계 및 국민의 대통령 탄핵 요구

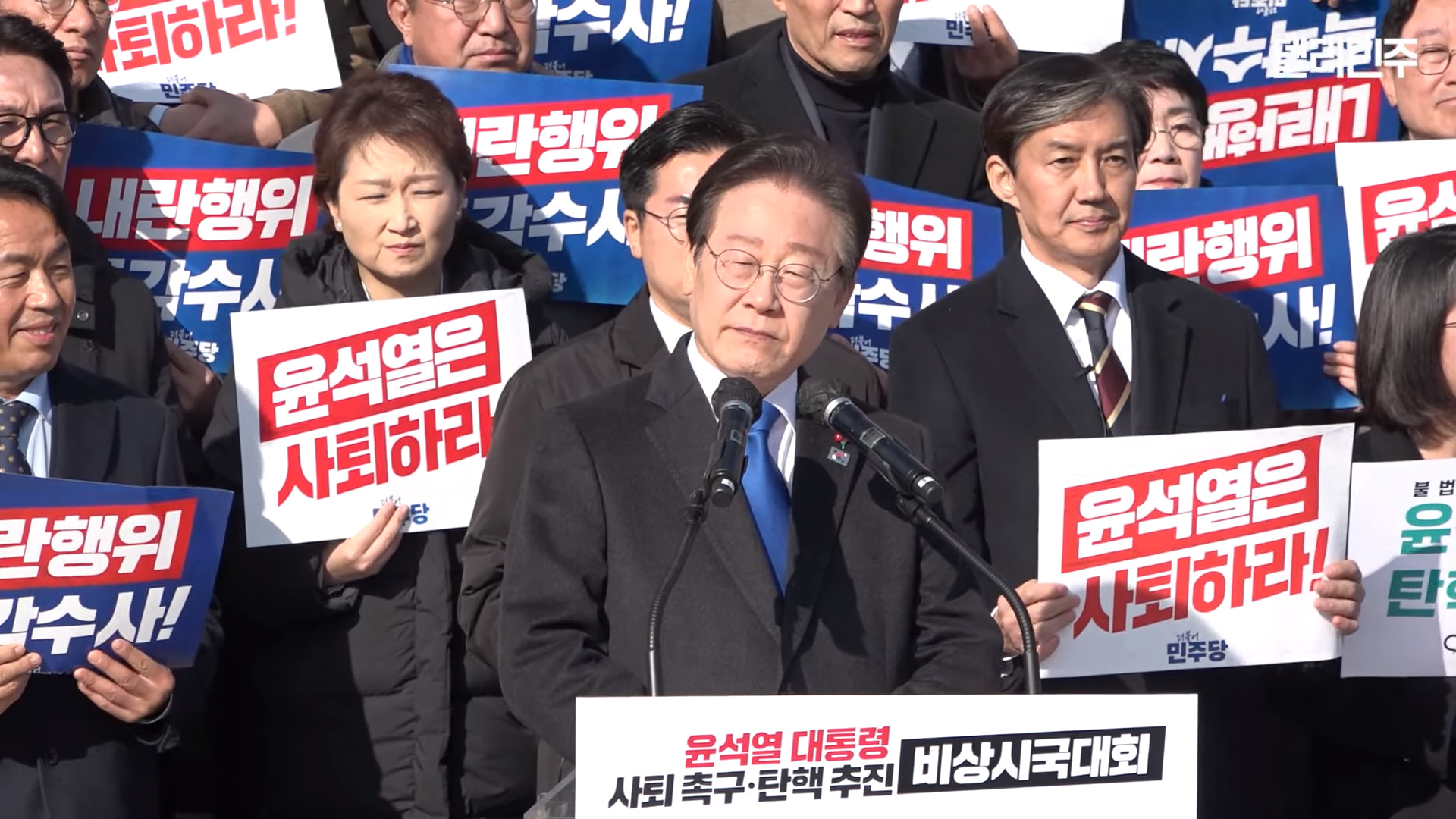
국회의사당 계단 앞에서 열린 '윤석열 대통령 사퇴촉구 탄핵추진 비상시국대회'에서 연설하는 이재명 더불어민주당 당대표

2024년 12월 4일, 서울 국회의사당 본청 계단 앞에서 '윤석열 대통령 사퇴촉구 탄핵추진 비상시국대회'가 열렸다. 더불어민주당 대표인 이재명, 박찬대 원내대표, 조국 등 야당 의원들 및 시민들이 참여했으며, 본 계엄 선언을 불법 계엄으로 규정 및 규탄하고 윤 대통령에 대한 내란죄 수사를 촉구했다. 이재명 당 대표는 해당 행사에서 "윤 대통령은 상황이 정비되면 다시 계엄을 시도할 것"이라면서 시민들의 지지를 호소했다.
각 대학에서는 시국선언이 이어졌다. 4일 오후 2시경에는 고려대학교의 교수 및 연구진, 대학원생 약 400명이 고려대학교 안암캠퍼스 일대에서 계엄 선포를 규탄하는 내용의 긴급 시국선언문을 발표했다. 12월 5일에는 서울대학교 아크로폴리스에서 윤석열 퇴진을 요구하는 서울대학교 전체학생총회가 열렸다. 동국대학교에서는 계엄을 규탄하는 시국 선언문을 들고 행진하였고, 12월 6일에는 한국대학총학생회공동포럼 소속 대학들의 대학생들이 서울시 서대문구의 신촌 스타광장에서 긴급 합동 기자회견을 가졌으며 기자회견에서 학생들은 비상계엄 사태를 규탄하고 이에 대응하기 위해 단체 행동을 감행하겠다 밝혔다. 한편 이화여자대학교에서도 1809인 대학생들이 '윤석열 정권 퇴진 촉구' 시국선언을 진행 했다. 미국에 위치한 하버드 대학의 한국 학생 및 교수진 36명과 영국에 위치한 옥스퍼드 대학 등 해외의 대학들에서도 시국 선언을 선언했다. 이 외에도 대한변호사협회는 윤석열 대통령의 탄핵에 찬성한다는 입장을 밝혔고, 민주사회를 위한 변호사모임은 윤석열 대통령이 탄핵되어야 한다는 성명을 발표하였다. 전국민주노동조합총연맹 역시 윤석열 대통령의 민주노총 체포 시도를 언급하며 탄핵 찬성의 성명을 발표하였다.

## 수사
12월 5일 국가수사본부는 윤석열에 대해 내란죄 혐의로 수사에 착수했다. 6일 검찰청 또한 수사에 착수했다. 검찰의 수사에 대해서 경찰, 더불어민주당, 군인권센터는 검찰에 내란 혐의에 대한 수사권이 없다고 비판했다. 김용현에 대해서는 6일 출국금지 조치가 내려졌으며, 10일 긴급체포되었다. 12월 9일 법무부는 공수처의 요청에 따라 윤석열을 출국금지시켰다. 같은 날 경찰은 조지초 경찰청장, 김봉식 서울특별시경찰청장, 목현태 국회경비대장을 출국금지했다고 밝혔다.
2024년 12월 10일 국회는 상설특검의 수사요구안을 본회의에서 통과시켰으나 공수처와 경찰청 국가수사본부가 합동으로 공조 수사본부를 설치하고 수사를 하여 검찰에 사건을 송치했다.
검찰 특별수사본부는 내란중요행위 종사로 김용현 전 국방부장관을 기소했다. 검찰이 공개한 자료에서는 윤석열이 3월부터 계엄을 생각하고 5월~6월, 8월, 10월 1일 국군의 날 때도 김용현 장관과 장성들에게 계엄에 대한 언급을 했으며, 계엄 당일 이진우 수도방위사령관과 곽종근 특수전사령관에게 계엄을 2번, 3번 선포하면 되니 총을 쏴서라도 문을 부수고 들어가 국회의원들을 끌어내라고 했다고 적었다.

### 수사로 밝혀진 사안

#### 국회의원 및 요인 체포 계획
국가정보원 홍장원 1차장은 12월 6일 국회에서 계엄령 당일 22시 53분에 윤석열이 자신에게 국군방첩사령부를 지원해 "이번 기회에 잡아들여 싹 정리"하라고 증언했다.
| 노상원의 수첩 내용 |
| --- |
| 1. 비상계엄이 선포된 후, '국가안전관리법'을 새롭게 제정하고, 이 법에 따라 민주당 및 진보 성향 정당 소속의 전·현직 국회의원들, 이재명 당시 민주당 대표, 조국 당시 조국혁신당 대표, 문재인 전 대통령, 유시민 전 노무현재단 이사장, 이준석 개혁신당 의원, 문재인 정부 고위 관료들, 박정훈 전 해병대 수사단장, 김어준 딴지일보 총수, 방송인 김제동, 전 축구감독 차범근 등 약 500명을 '좌파 반국가세력'으로 분류, '수거 대상자'로 지정한다. 2. 이렇게 지정된 인물들은 A등급부터 D등급까지 단계별로 나누어, 정치권은 물론 군, 언론, 연예계 등 사회 전반에 걸쳐 대대적인 색출과 숙청 작업을 진행한다. 3. A등급으로 분류된 주요 인물들은 체포된 후 제주도나 연평도 등에 설치된 수용소로 이송되는 길에서 폭파, 격침, 사살, 독가스 살포 등의 방식으로 제거한다. 군사분계선 인근 지역에서는 수류탄 등 병기 사용하여 제거한다. 4. 계엄령 시행 직전, 미국 측에 동의를 요청한다. 5. 계엄령이 발효되는 당일, 국민 전체에 대해 출국금지 조치를 내린다. 6. 계엄을 법적으로 지속시키기 위해서는 전쟁이나 이에 준하는 국가위기 상황이 필요하므로, NLL(북방한계선) 부근에서 북한의 무력 도발을 유도시킨다. 7. 비상계엄이 시행된 후 1년간은 민심을 관리하고, 사회 안정을 유지하는 데 집중한다. 8. 대통령 중심의 '국가비상입법기구'를 설립하고, 대통령이 3선까지 가능한 헌법 개정을 추진한다. 9. 정권 이양을 위해 대통령이 후임자를 직접 지명하는 방식으로 권력을 넘긴다. 10. 장기적인 집권을 위해 중국과 러시아의 선거제도를 분석하고 도입을 검토한다. 11. 국회의원 정원을 절반으로 줄이는 개편을 추진한다. |

홍 차장은 윤 대통령과의 전화 뒤 여인형 방첩사령관에게 전화를 걸어 지시 사항을 전달하자 여 사령관은 다음과 같은 체포 명단을 불러주며 위치 추적을 요청했다고 증언했다:
- 이재명 더불어민주당 대표
- 우원식 국회의장
- 한동훈 국민의힘 대표
- 김민석 국회의원, 더불어민주당 최고위원
- 박찬대 더불어민주당 원내대표
- 정청래 국회 법제사법위원장
- 조국 조국혁신당 대표
- 방송인 김어준
- 김명수 전 대법원장
- 김민웅 촛불행동 대표
- 권순일 전 대법관
- 노태악 중앙선거관리위원회 위원장
- 양경수 민주노총 위원장 또는 김동명 한국노총 위원장 중 1명

한동훈은 국민의힘 대표는 자신이 목표 명단에 포함되었음을 확인했으며, 윤 대통령이 체포된 정치인들을 과천시에 위치한 방첩사 벙커 수감할 계획이었다고 밝혔다. 방첩사령관의 지시를 받은 후 홍장원 차장은 대통령이 "미친 놈"이라고 생각했으며, 국가정보원이 명령을 수행할 자원과 수단이 부족하다는 이유로 거부했다고 밝혔다.
이후 홍장원 차장은 즉시 경질되었으며, 오호룡 국가정보원 특별보좌관이 후임으로 임명되었다.
12월 10일 김대우 방첩사 수사단장은 국방위원회 회의에서 여인형 방첩사령관이 홍장원 전 차장이 밝힌 목록보다 2명 더 많은 14명을 체포하라고 지시했다고 답했다. 안규백 의원이 추가 공개한 목록에는 조해주 전 중앙선거관리위원회 상임위원, 양정철 전 민주연구원장, 이학영 국회부의장이 포함되었다.
| 계엄 선포 직후 윤석열 대통령이 최상목 당시 기획재정부 장관에게 건넨 문건(최상목 문건)                                                                                                |
| --- |
| - 예비비를 조속한 시일 내 충분히 확보하여 보고할 것 - 국회 관련 각종 보조금, 지원금, 각종 임금 등 현재 운용 중인 자금 포함 완전 차단할 것 - 국가비상 입법기구 관련 예산을 편성 할 것 |

유력 인사 체포가 거론된 '홍장원 메모'에 관해 윤석열 대통령 탄핵 심판 8차 변론기일에서 정형식 헌법재판관이 "청구인(국회) 측에서 홍 전 차장의 메모 원본이 있느냐"고 묻자 국회 측은 "홍 차장이 가지고 있던 메모를 박 의원이 카메라로 찍어서 폰으로, 카메라에 담겨 있던 사진본으로 알고 있다"고 답하자 미디어워치(대표 변희재)가 감정인이 국립과학수사연구원 문서감정실에서 35년 근무한 사설 문서 전문 감정기관에 필적 감정을 의뢰한 결과 "홍장원 전 차장의 가필 메모 글씨와 박선원 의원의 필적이 동일한 것으로 추정된다"는 감정 결과를 보도하자 박선원 측은 "박 의원이 찍은 것이 아니라 홍 전 차장 측에서 사진을 받아 공개한 것"이라고 하면서 "글씨를 쓰려면 홍 전 차장과 만나야 하는데 만난 적이 없다"고 했고 국회 국정조사 특위도 "박선원 의원은 홍장원 전 차장과 만난 적도 없고 통화도 한 적이 없다"며 "홍 전 차장과 자신이 만난 시간과 장소를 특정해 주면 공개 필적 감정을 받겠다"고 했다.

### 윤석열 체포
고위공직자범죄수사처는 12월 30일 서울서부지방법원에 윤석열에 대한 체포영장을 신청했으며, 법원은 다음날 영장을 발부했다. 1월 3일 공수처와 경찰은 영장 집행을 시도했으나 대통령경호처에 막혀 중지되었다. 영장이 만료된 다음 날인 7일 서울서부지방법원은 영장을 재발급했다. 2025년 1월 15일, 2차 체포에 성공하여 윤석열이 체포되었다.

## 반응

### 국내
- 작가 한강은 스웨덴에서 열린 노벨 문학상 수상 기념 기자회견에서 계엄령에 대하여 과거로 돌아가서는 안 된다는 입장을 밝혔다.[142]
- 2024년 4월 8일 '12·3 비상계엄 사태 피해구제 및 지원에 관한 특별법' 제정안을 대표 발의했다고 밝히며 "비상계엄을 저지하기 위해 시민들이 경찰과 계엄군을 상대로 저항했고, 이 과정에서 부상이나 재산상 손해를 입었다"며 "다수 시민은 여전히 트라우마로 인한 수면장애, 우울증, 무기력증 등 정신적 어려움을 호소하고 있다"고 지적하며 비상계엄 사태로 국민이 겪은 신체적·정신적 피해에 대한 배상과 트라우마 치료 지원 등을 골자로 한다.[143]
- 서울중앙지방법원 민사2단독 이성복 판사[144]는 대통령 탄핵 심판 당시 국회 측 대리인단 소속이었던 이금규(52·사법연수원 33기) 변호사가 주도하여 시민 104명이 윤석열에 대해 "정신적 피해를 입었다"고 하면서 청구한 손해배상을 인정하여 "1인당 10만원씩 지급하라"고 판결했다. 피고 측 대리인은 권리 남용이라 하면서 6월 27일 열린 변론과 7월 25일에 열린 선고에 불출석했지만 판결에 불복하여 항소했다.(서울중앙지방법원2024가소120790[145]
- 유튜브 채널 김경호TV를 운영하는 김경호 법률사무소 호인 변호사는 "시민 1만1000여 명을 대리해 8월 18일 오전 서울중앙지방법원에 윤석열과 김건희를 상대로 원고 1인당 각 10만 원 위자료를 청구하는 소장을 제출한다."고 밝히며 소장에서 "피고 윤석열의 계엄 선포가 단순한 직무상 과실을 넘어 국민의 기본권을 침해하려는 명백한 '고의'에 의한 불법행위이므로 개인의 민사 책임을 직접 부담해야 한다"고 했다.

### 국외

#### 정부
- 미국: 국가안전보장회의는 계엄 선포를 사전에 통지 받지 못했다고 밝혔으며, 상황 전개를 심각하게 우려한다고 밝혔다.[146] 국무부 커트 캠벨 부장관은 "심각한 우려'"를 가지고 상황을 주시하고 있으며, "한국이 불확실한 시기에 한국을 지지한다. 모든 정치적 분쟁이 평화롭게 법치에 따라 해결되길 바라는 희망과 기대를 갖고 있다는 점을 강조하고 싶다”고 밝혔다.[146][147]
- 중화인민공화국: 주한 중국 대사관은 한국에 거주하고 있는 중국 국민들에게 "침착함을 유지하고 상황을 주시하라"고 권고했다. 또한 "안전에 대한 경각심을 높이고, 불필요한 외출을 줄이며, 정치적 의견을 신중하게 표현할 것"을 당부했다."[148]
- 일본: 외교부는 한국에 체류 중인 자국민에게 경계를 유지할 것을 권고하면서 계엄령 조치에 대한 세부 사항이 아직 불확실하다고 지적하고, 추후 발표될 상황 변화를 주의 깊게 따를 것을 당부했다.[149] 이시바 시게루 총리는 2025년 1월 초의 한국 방문을 무기한 연기하였다.[150]
- 러시아: 러시아 대통령실 공보수석 드미트리 페스코프는 진행 상황에 대해 우려하고 있으며 예의주시 중이라고 밝혔다.[151]
- 영국: 외무·영연방부는 여행 경보를 발령했다.[152] 주한 영국 대사관은 경보에서 상황 변화를 예의주시할 것을 당부했으며, 현지 당국의 지침을 따르고, 공공 집회를 피할 것을 권고했다.[153]
- 프랑스: 프랑스 유럽외교부는 여행 경보를 발령했다.[152] 주한 프랑스 대사관은 긴급 경보를 발령하고 상황을 예의주시할 것과 한국 정부 당국의 지시를 따를 것과 집회를 피할 것을 권고핬다.[154]
- 유럽 연합: 유럽 연합은 대변인을 통해서 현 상황을 예의주시하고 있다고 밝혔다.[155]
- 네덜란드: 네덜란드 외무청은 한국에 체류 중인 네덜란드 국민에게 "직접적인 위험은 없다"고 밝히면서도, 네덜란드 정부의 정보 서비스를 참고할 것을 권고했다. 또한 시위 현장에는 가까이 가지 말 것을 당부했다.[156]
- 독일: 외무청은 X에 "우리는 한국에서의 상황 전개를 면밀히 주시하며 깊은 우려를 표한다. 민주주의가 반드시 승리해야 한다."라고 썼다.[157]
- 싱가포르: 주한 싱가포르 대사관은 페이스북 글을 통해 한국에 체류중인 싱가포르 국민들에게 상황 변화를 주시할 것을 당부했으며, 군사적 충돌이 발생할 가능성은 적다고 밝혔다.[158]
- 스웨덴: 스웨덴의 총리 울프 크리스테르손은 이번 주 5일부터 7일까지 있었던 방한 일정을 계엄령 사태로 연기한다고 밝혔다.[159]
- 이탈리아: 이탈리아 외교협력부는 여행 경보를 발령했으며, 이탈리아 국민들에게 현지 당국의 지침을 따르고, 공공 집회를 피할 것을 권고했다. 또한 인터넷 연결에 일부 장애가 발생할 수 있다고 경고했다.[160]
- 중화민국: 대통령실과 행정원은 라이칭더 총통이 잠재적인 사태 전개에 대비해 지속적인 경계를 유지하고 효과적인 대응을 보장할 것을 지시했다고 밝혔다.[161][162] 민주진보당 SNS 계정은 계엄령이 대한민국의 자유민주헌정질서를 지키기 위함이라는 글을 썼다가 야당으로부터 비판을 받자 삭제했다.[163][164] 12월 6일 라이칭더 총통은 계엄 논란에 대해서 타이완은 역사를 교훈 삼아 돌이킬 수 없는 길을 걸어서는 절대 안된다고 밝혔다.[165]
- 키르기스스탄: 4일부터 5일까지 방한 일정을 가지고 있었던 키르기스스탄의 대통령 사디르 자파로프는 자국 매체에 안심하라고 일렀다.[166] 그러나 당시 키르기스스탄 대표단은 JTBC 보도에 따르면 계엄령 당시 상황을 보고 당혹감을 감출 수 없었다고 했다.[167]
- 필리핀: 필리핀 외교부는 체류 중인 국민들에게 침착함을 유지할 것과 현재 당국을 지시를 따를 것을 권고했다.[168]

#### 외신
미국의 CNN, 뉴욕 타임즈, 워싱턴 포스트 및 영국의 BBC, 가디언 등 주요 외신들도 속보를 통해 윤석열 대통령의 비상 계엄 선포 소식을 전했다.

## 같이 보기
- 대한민국 헌법 제77조
- 친위 쿠데타
- 5·16 군사정변
- 10월 유신
- 12·12 군사 반란
- 5·17 쿠데타
- 1993년 러시아 헌정위기
- 2021년 미국 국회의사당 습격
- 2023년 브라질 삼권광장 습격 사건